# Paul Van Malderen
Paul Van Malderen (Buggenhout, 26 november 1940 - Gent, 11 mei 2003) was een Vlaams volksvertegenwoordiger.

## Levensloop
Hij stamde uit een landbouwersgezin en studeerde af als ingenieur. Vervolgens werd hij bedrijfsleider van het bedrijf Friden in Mechelen en later van het bedrijf Utermohlen. In 1980 richtte hij zijn eigen bedrijf Ontex op, gespecialiseerd in dameshygiëne, luiers en andere hygiënische producten. In 2002 kwam Ontex in handen van het Britse bedrijf Candover.
Hij combineerde zijn loopbaan als ondernemer met een politieke loopbaan. In 1964 werd hij voor de toenmalige CVP (sinds 2001 CD&V) lid van de Commissie voor Openbare Onderstand (het huidige OCMW) van Buggenhout. Van 1977 tot 1990 was hij er schepen en daarna werd hij van 1990 tot 2000 burgemeester van Buggenhout ter opvolging van de overleden Adolf De Landtsheer.
Na de verkiezingen van 1994 ontstonden er in de CVP-afdeling van Buggenhout zware interne twisten, waarna er een breuk kwam tussen Paul Van Malderen en eerste schepen Marc Heymans, later gevolgd door het grootste deel van de andere schepenen. De tegenstanders van Van Malderen scheurden zich af en richtten de Nieuwe Christen Democraten (NCD) op onder leiding van Tom Van Herreweghe. Hoewel de CVP van Van Malderen bij de verkiezingen van 2000 het grootste aantal stemmen kreeg, belandde ze in Buggenhout in de oppositie. Dit kwam omdat de NCD een monstercoalitie aanging met de oppositie (BAL, VLD en SP.A). Tom Van Herreweghe werd de nieuwe burgemeester van Buggenhout.
Op 10 januari 2001 volgde hij de zieke John Taylor uit Wichelen op als Vlaams volksvertegenwoordiger voor de kieskring Sint-Niklaas-Dendermonde. Hij zou het mandaat uitoefenen tot aan zijn onverwachte dood op 11 mei 2003. Zijn opvolger werd Ilse Van Eetvelde uit Lokeren.